# Fritz Gunst
Fritz "Itze" Gunst, född 22 september 1908 i Hannover, död 9 november 1992 i Hannover, var en tysk vattenpolospelare.
Gunst blev olympisk guldmedaljör i vattenpolo vid sommarspelen 1928 i Amsterdam.